# Toto & Harry

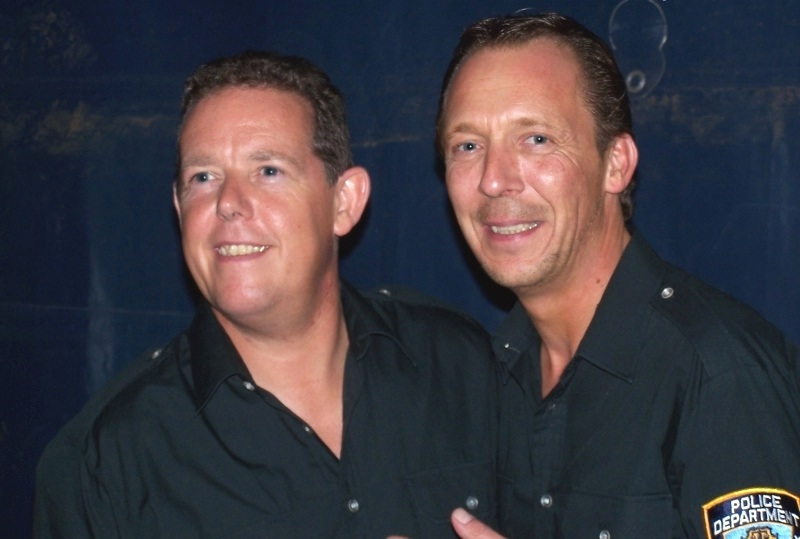
Toto & Harry 2008

Toto & Harry sind die Protagonisten der Sat.1-Reportage-Reihe „24 Stunden Toto & Harry – Die Zwei vom Polizeirevier“. In den Folgen begleitet ein Kamerateam die beiden Polizisten in Bochum auf dem Streifendienst.

## Werdegang
Polizeihauptkommissar Torsten „Toto“ Heim (* 24. Februar 1963 in Hilden) und Polizeihauptkommissar Thomas „Harry“ Weinkauf (* 24. Juni 1965 in Bochum) wurden nach ihrer Ausbildung in Köln (Toto) bzw. Düsseldorf (Harry) ins Ruhrgebiet versetzt und lernten sich dort als Partner im Streifendienst kennen. Sie fuhren seit 1992 in der Bochumer Innenstadt Streife.
Vom Fernsehen entdeckt wurden die beiden 2001, als der Fernsehsender Sat.1 für Dreharbeiten der Reportage-Reihe 24 Stunden beim Bochumer Polizeipräsidenten Thomas Wenner nachfragte. Der Beitrag wurde am 27. August 2001 ausgestrahlt. Die erste Folge der Serie folgte am 14. Januar 2002. Hier nahmen sie es mit typischen Problemen des polizeilichen Streifendienstes auf, wie zum Beispiel Streitigkeiten zwischen Nachbarn, oder der Lage von aus dem Elternhaus fortgelaufenen Kindern.
Heim und Weinkauf wurden in der Folge von Harald Schmidt, Johannes B. Kerner und Markus Lanz in deren Sendungen eingeladen. Eine komplette Staffel wurde ab Oktober 2005 gedreht und mit Genehmigung des Bochumer Polizeipräsidenten ab Mai 2006 gesendet.

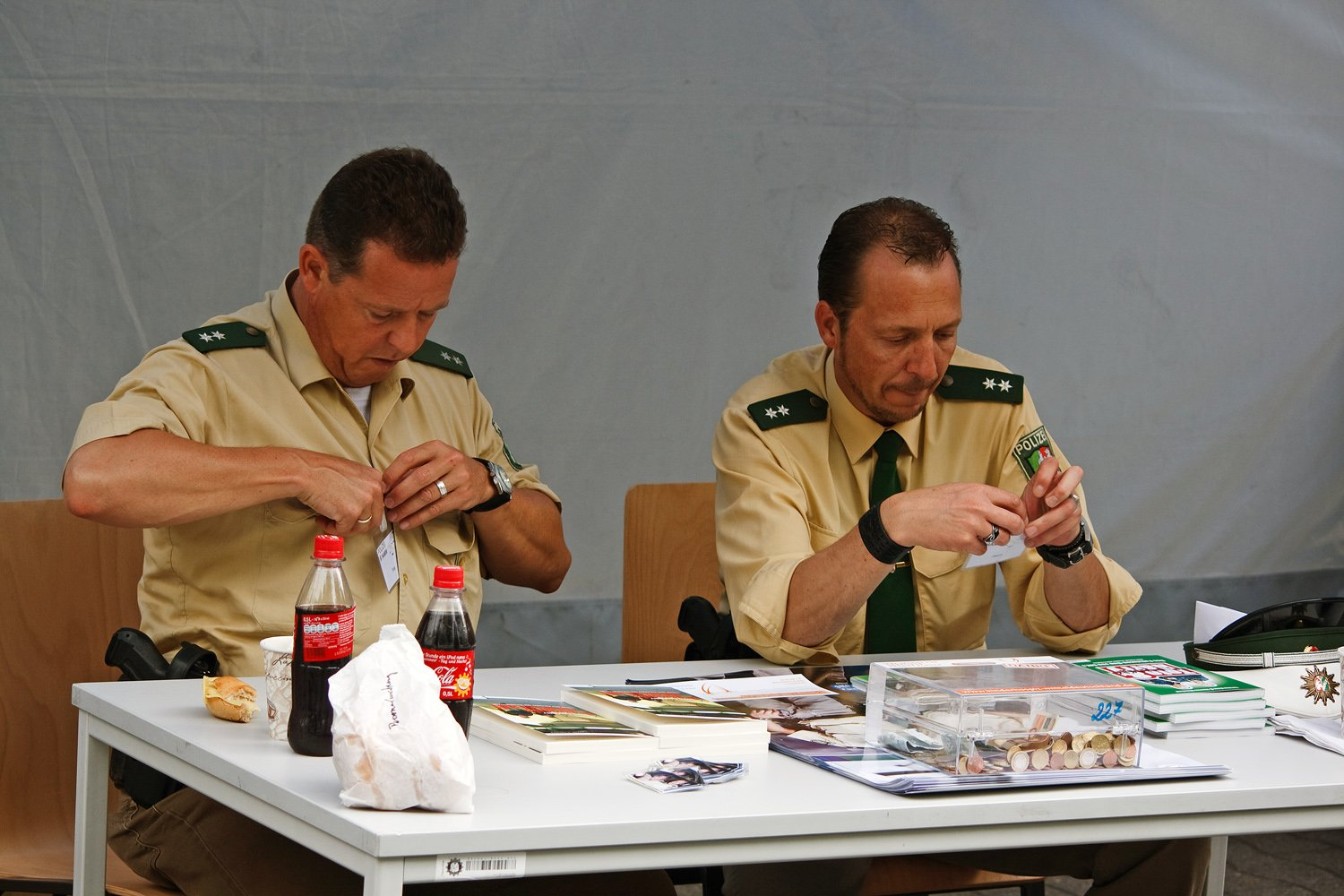
Toto & Harry, NRW-Tag Hamm, 27. Juni 2009

Ab 2013 waren die beiden nicht mehr gemeinsam auf Streife.
Nach dem Erfolg der Reihe Die Zwei vom Polizeirevier kehrten Toto und Harry im Frühjahr 2014 auf den Bildschirm zurück. In der sechsteiligen Kabel 1-Dokumentation Die Kultcops im Ausland begleiteten die Bochumer Polizeibeamten ihre Kollegen in aller Welt. Ziele waren unter anderem Florida/USA, Brasilien, Asien und Südeuropa. 2015 wurde eine zweite Staffel ausgestrahlt, hierfür waren Toto und Harry unter anderem in Texas/USA, Alaska, Australien und Thailand.
Im September 2016 berichteten Medien, dass sich das Duo offiziell getrennt habe. Weinkauf sagte der WAZ, dass Toto und Harry bis auf den Beruf „endgültig nichts mehr miteinander zu tun“ haben. Sie wären „gute Kollegen“ gewesen, jedoch „privat niemals Freunde, auch wenn das auf dem Bildschirm so rüberkam.“ Heim hingegen sagte der Rheinischen Post, er habe manche Dinge in ihrer Freundschaft „ein bisschen anders in Erinnerung“ gehabt.
Heim ging zusammen mit Horst Freckmann als „Hotte & Toto“ auf Comedy-Tour. Torsten „Toto“ Heim spielte 2018 in Der Blaulicht Report mit, einem Pseudo-Doku-Soap-Format von RTL.
Im August 2020 erlitt Heim einen schweren Herzinfarkt und überlebte diesen nach Medienangaben nur knapp nach mehreren Operationen. In den normalen Streifendienst wird er deswegen wohl nicht mehr zurückkehren.

## Kritik
Im April 2014 berichtete die WAZ über interne Kritik an den beiden Beamten. Demnach soll die damalige Polizeipräsidentin Diana Ewert „erhebliche Vorbehalte gegen die Medienpräsenz des Duos“ gehabt haben. Heim und Weinkauf gingen damals bereits seit Jahren nicht mehr gemeinsam auf Streife, Heim war von der Hauptwache an die Wache Südost versetzt worden. In Dienstuniform dürfen beide nur noch mit ausdrücklicher Genehmigung auftreten.
Im September 2015 stellte der Landtagsabgeordnete Peter Biesenbach (CDU) eine Kleine Anfrage, in der er die NRW-Landesregierung unter anderem fragte, wie sie es beurteilt, „dass nordrhein-westfälische Polizeihauptkommissare im Ausland in Bermudas mit gezückter Pistole auf Büffelstreife und Alligatorjagd gehen“. Biesenbach bezog sich damit auf Die Kultcops im Ausland, welche zur selben Zeit in einer zweiten Staffel ausgestrahlt wurden. In der Anfrage wurde auch die Kritik von Ewert aufgegriffen. Das Polizeipräsidium Bochum entgegnete, dass die Dreharbeiten in dem Urlaub der Beamten entstanden und als künstlerische Nebentätigkeit zuvor angemeldet wurden. Pistolen sind lediglich auf den Werbeplakaten zu sehen, im Ausland tragen Heim und Weinkauf weder Waffen noch Uniform.
Nachdem sich Heim im Mai 2019 öffentlich über Ausländerkriminalität geäußert hatte, kam es zu dienstrechtlichen Ermittlungen, die mit einer Ermahnung endeten.

## Sonstige Medienpräsenz
In einem gemeinsamen Buch aus dem Jahre 2004 berichten die Polizisten auch über Erlebnisse, welche nicht im Fernsehen zu sehen waren. Das Buch beschäftigt sich mit Persönlichem, wie der ersten Konfrontation mit toten Personen oder dem Weg in den Polizeidienst, sowie mit der alltäglichen Polizeiarbeit, wie der enormen Zahl von Meldungen, die ihr Revier jährlich bearbeiten muss, der Atmosphäre der Umkleideräume, selbst zu bezahlender Dienstkleidung und Schutzwesten. 2009 veröffentlichten sie ein weiteres Buch namens Bin ich jetzt schuld? in dem sie Missverständnisse mit der Polizei anhand von realen Fällen schildern.
Toto und Harry nahmen an verschiedenen Prominentenwettspielformaten wie Promi ärgere Dich nicht oder Sportfreunde Pocher teil. 2014 und 2015 nahmen Toto und Harry an der TV total Stock Car Crash Challenge teil.
2013 traten sie in der in Bochum spielenden ZDF-Krimiserie Heldt (Staffel 1 Folge 3: Tod in der Nachbarschaft) in Erscheinung, wo sie zu Beginn der Folge einen kurzen Gastauftritt als Toto und Harry hatten.
Toto war 2017 als Polizeioberkommissar Torsten Heinemann, Protagonist der Pseudo-Doku Der Blaulicht Report, auf RTL.
Im 2017 erschienenen Kinofilm Macho Man 2 hat Heim einen Cameo-Auftritt als Ermittler der Nürnberger Polizei.

## Trivia
Als Torsten Heim 1981 zur Polizei kam, spielte er in der Behördenauswahl Fußball. Da er eine robuste Spielweise hatte, die den Trainer an den Italiener Salvatore „Toto“ Schillaci erinnerte, gab ihm ein Freund daraufhin den Spitznamen „Toto“. Thomas Weinkauf erhielt seinen Spitznamen von Harry Wijnvoord.
Seit 2006 waren Toto und Harry Botschafter des Kinderhospizes Mitteldeutschland, welches 2011 in Tambach-Dietharz bezogen wurde. Nachdem sich Harry aus der Öffentlichkeit zurückgezogen hat, ist Toto weiterhin als ehrenamtlicher Botschafter aktiv.